# Pheidole minutula
Pheidole minutula är en myrart som beskrevs av Mayr 1878. Pheidole minutula ingår i släktet Pheidole och familjen myror.

## Underarter
Arten delas in i följande underarter:
- P. m. folicola
- P. m. minutula
- P. m. personata